# James Bolam
James Christopher Bolam (ur. 16 czerwca 1935 w Sunderland) – brytyjski aktor teatralny, filmowy i telewizyjny, najszerzej znany ze swoich ról serialowych, m.in. jako Terry Collier z The Likely Lads, tytułowy Kieszonkowy dziadek oraz Jack Halford z Nowych trików.

## Życiorys
Jest absolwentem szkoły aktorskiej Central School of Speech and Drama. W telewizji zadebiutował w 1961, początkowo grywając niewielkie rólki. Wyniesiony z domu północnoangielski akcent pozwolił mu szybko uzyskać pozycję cenionego aktora charakterystycznego, wyspecjalizowanego w rolach mieszkańców tej części kraju. Grywał tego rodzaju role m.in. w filmach tzw. brytyjskiej Nowej Fali, takich jak Rodzaj miłości czy Samotność długodystansowca.
W 1964 otrzymał jedną z głównych ról w niezwykle popularnym sitcomie The Likely Lads, opowiadającym o przygodach dwójki młodzieńców z północnej Anglii. Bolam zagrał we wszystkich 20 odcinkach tej produkcji, a także w jej kontynuacji Whatever Happened to the Likely Lads? oraz w opartym na serialu filmie kinowym z 1976 roku. W 1973 zagrał w filmie Szczęśliwy człowiek, należącym do głośnej trylogii Lindsaya Andersona. W latach 1976–1981 występował w głównej roli w dramacie historycznym When the Boat Comes In, bez ogródek ukazującym trudne życie weterana I wojny światowej w międzywojennej Anglii. W kolejnych latach grał główne role w takich serialach jak Only When I Laugh (1979-1982), The Beiderbecke Trilogy (1984-1988), Second Thoughts (1991-1994) czy Born and Bred (2002-2005). Gościnnie występował m.in. w Morderstwach w Midsomer.
W latach 2003–2013 występował w jednej z głównych ról w serialu kryminalnym Nowe triki, w którym grupa policyjnych emerytów rozwiązuje zagadki zapomnianych zbrodni sprzed lat. Od 2009 wciela się w tytułowego bohatera serialu Kieszonkowy dziadek, adresowanego do małych dzieci i emitowanego na kanale CBeebies (zarówno w jego wersji brytyjskiej, jak i w wersji międzynarodowej, dostępnej też w Polsce). W 2003 wystąpił w filmie Zabić króla. Pozostaje również aktywnym aktorem teatralnym.

## Życie prywatne
Bolam jest znany ze swojej trwającej przez całą karierę, obsesyjnej wręcz niechęci do zdradzania jakichkolwiek informacji na temat swojego życia prywatnego. Wiadomo jednak, że jest mężem aktorki Susan Jameson, z którą występował w kilku serialach. Mają córkę i dwoje wnucząt.

## Odznaczenia
W 2009 otrzymał Order Imperium Brytyjskiego V klasy (MBE).